# Phyllanthus guillauminii
Phyllanthus guillauminii är en emblikaväxtart som beskrevs av Albert Ulrich Däniker. Phyllanthus guillauminii ingår i släktet Phyllanthus och familjen emblikaväxter. Inga underarter finns listade i Catalogue of Life.